# Голубянка альпийская
Голубянка альпийская (лат. Agriades orbitulus), — вид бабочек из семейства голубянки.

## Этимология
orbitula — круглая, круговая. Название дано, возможно, по характерным округлым белым пятнам на нижней стороне крыльев.

## Описание
Длина переднего крыла 10—17 мм. Размах крыльев 20-32 мм. Крылья самцов сверху блестящие, голубовато-синего цвета с узкой черной полоской вдоль внешнего края и белой бахромкой; а у самок — чёрно-бурые Передние крылья лишены чёрного дискального пятнышка. На нижней стороне в срединной ячейке между чёрным дискальным пятнышком и основанием крыла нет дополнительного чёрного или белого пятнышка.

## Ареал и места обитания
Центральная Европа (Альпы), Норвегия, Швеция, Дания, Восточный Казахстан (Тарбагатай, Саур), горы Монголии и Китая, Тибет. Бабочки населяют высокогорные и горно-лесные луга различных типов. Встречаются
на высоте от 500 до 2000 метров над уровнем моря.

## Биология
За год развивается одно поколение. Время лёта наблюдается с середины июня по конец июля. Бабочки кормятся на соцветиях астрагалов, одуванчиков, лютиков, незабудок. Самки откладывают яйца по одному на листья кормовых растений. Зимует молодая гусеница. Кормовое растения гусениц — астрагалы (Astragalus ssp. — Astragalus alpinus, Astragalus frigidus). Гусеница зелёного цвета с чёрной головой, буро-зелёной спиной, окаймленной белым, а также с розовой точкой посредине каждого сегмента.